# Pińczów (gmina)
Pińczów – gmina miejsko-wiejska w województwie świętokrzyskim, w powiecie pińczowskim. W latach 1975–1998 gmina położona była w województwie kieleckim.
Siedziba gminy to Pińczów.
Według danych na koniec 2019 roku gminę zamieszkiwały 20 302 osoby.

## Struktura powierzchni
Według danych z roku 2002 gmina Pińczów ma obszar 212,75 km², w tym:
- użytki rolne: 68%
- użytki leśne: 21%

Gmina stanowi 34,8% powierzchni powiatu.

## Demografia

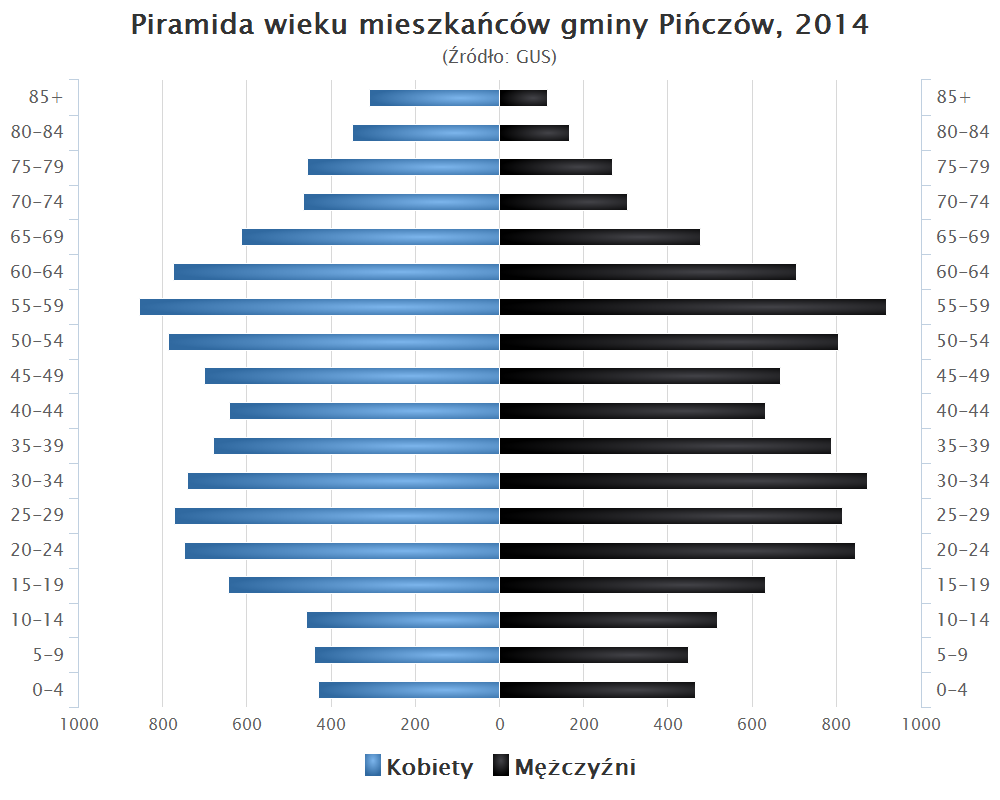
Piramida wieku mieszkańców gminy Pińczów w 2014 roku

Dane z 30 czerwca 2004:
| Opis                              | Ogółem | Ogółem | Kobiety | Kobiety | Mężczyźni | Mężczyźni |
| --------------------------------- | ------ | ------ | ------- | ------- | --------- | --------- |
| jednostka                         | osób   | %      | osób    | %       | osób      | %         |
| populacja                         | 22 207 | 100    | 11 234  | 50,6    | 10 973    | 49,4      |
| gęstość zaludnienia (mieszk./km²) | 104,4  | 104,4  | 52,8    | 52,8    | 51,6      | 51,6      |

## Sołectwa
Aleksandrów, Bogucice Drugie, Bogucice Pierwsze, Borków, Brzeście, Bugaj, Byczów, Chrabków, Chruścice, Chwałowice, Gacki, Gacki-Osiedle, Grochowiska, Kopernia, Kowala, Kozubów, Krzyżanowice Dolne, Krzyżanowice Średnie, Leszcze, Marzęcin, Mozgawa, Młodzawy Duże, Młodzawy Małe, Nowa Zagość, Orkanów, Pasturka, Podłęże, Sadek, Skowronno Dolne, Skowronno Górne, Skrzypiów, Stara Zagość, Szarbków, Szczypiec, Uników, Winiary, Wola Zagojska Dolna, Wola Zagojska Górna, Włochy, Zagorzyce, Zakrzów, Zawarża

## Sąsiednie gminy
Busko-Zdrój, Chmielnik, Czarnocin, Działoszyce, Imielno, Kije, Michałów, Wiślica, Złota